# Rajd Włoch 2000
Rezultaty Rajdu Włoch (42º Rallye Sanremo – Rallye d’Italia), eliminacji Rajdowych Mistrzostw Świata w 2000 roku, który odbył się w dniach 20–22 października. Była to dwunasta runda czempionatu w tamtym roku i piąta asfaltowa, a także dwunasta w Production World Rally Championship i dziesiąta w mistrzostwach Włoch. Bazą rajdu było miasto San Remo. Zwycięzcami rajdu została francuska załoga Gilles Panizzi i Hervé Panizzi jadąca Peugeotem 206 WRC. Wyprzedzili oni rodaków François Delecoura i Daniela Grataloupa w Peugeocie 206 WRC oraz Finów Tommiego Mäkinena i Risto Mannisenmäkiego w Mitsubishi Lancerze Evo VI. Z kolei w Production WRC zwyciężyła włoska załoga Gianluigi Galli i Maurizio Messina w Mitsubishi Lancerze Evo VI.
Rajdu nie ukończyły trzy załogi fabryczne. Brytyjczyk Richard Burns jadący Subaru Imprezą WRC wycofał się na 11. odcinku specjalnym z powodu awarii. Z kolei jego Fin Toni Gardemeister w Seacie Córdobie WRC zrezygnował z jazdy w rajdzie na 10. oesie na skutek awarii samochodu. Natomiast Włoch Piero Liatti odpadł na 12. oesie na skutek awarii jego Forda Focusa WRC.

## Klasyfikacja ostateczna
| Miejsce                     | Zawodnik                  | Pilot                     | Samochód                     | Czas                      | Strata                    | Grupa                     | Punkty                    |
| WRC (pierwsza dziesiątka)   | WRC (pierwsza dziesiątka) | WRC (pierwsza dziesiątka) | WRC (pierwsza dziesiątka)    | WRC (pierwsza dziesiątka) | WRC (pierwsza dziesiątka) | WRC (pierwsza dziesiątka) | WRC (pierwsza dziesiątka) |
| --------------------------- | ------------------------- | ------------------------- | ---------------------------- | ------------------------- | ------------------------- | ------------------------- | ------------------------- |
| 1.                          | Gilles Panizzi            | Hervé Panizzi             | Peugeot 206 WRC              | 3:52:07.3                 |                           | A8 M                      | 10                        |
| 2.                          | François Delecour         | Daniel Grataloup          | Peugeot 206 WRC              | 3:52:24.1                 | +16.8                     | A8 M                      | 6                         |
| 3.                          | Tommi Mäkinen             | Risto Mannisenmäki        | Mitsubishi Lancer Evo VI     | 3:53:00.3                 | +53.0                     | A8 M                      | 4                         |
| 4.                          | Marcus Grönholm           | Timo Rautiainen           | Peugeot 206 WRC              | 3:53:09.6                 | +1:02.3                   | A8                        | 3                         |
| 5.                          | Carlos Sainz              | Luís Moya                 | Ford Focus WRC               | 3:53:18.6                 | +1:11.3                   | A8 M                      | 2                         |
| 6.                          | Colin McRae               | Nicky Grist               | Ford Focus WRC               | 3:53:47.3                 | +1:40.0                   | A8 M                      | 1                         |
| 7.                          | Simon Jean-Joseph         | Jack Boyère               | Subaru Impreza WRC           | 3:54:04.0                 | +1:56.7                   | A8 M                      |                           |
| 8.                          | Freddy Loix               | Sven Smeets               | Mitsubishi Lancer Evo VI     | 3:54:30.3                 | +2:23.0                   | A8 M                      |                           |
| 9.                          | Petter Solberg            | Phil Mills                | Subaru Impreza WRC           | 3:54:39.0                 | +2:31.7                   | A8                        |                           |
| 10.                         | Sébastien Loeb            | Daniel Élena              | Toyota Corolla WRC           | 3:55:41.7                 | +3:34.4                   | A8                        |                           |
| PWRC (punktujący zawodnicy) |                           |                           |                              |                           |                           |                           |                           |
| 1. (22.)                    | Gianluigi Galli           | Maurizio Messina          | Mitsubishi Lancer Evo VI     | 4:09:44.6                 |                           | N4                        | 10                        |
| 2. (23.)                    | Alex Fiorio               | Enrico Cantoni            | Mitsubishi Carisma GT Evo VI | 4:10:21.8                 | +37.2                     | N4                        | 6                         |
| 3. (24.)                    | Gustavo Trelles           | Jorge del Buono           | Mitsubishi Lancer Evo VI     | 4:11:27.8                 | +1:43.2                   | N4                        | 4                         |
| 4. (25.)                    | Manfred Stohl             | Peter Müller              | Mitsubishi Lancer Evo VI     | 4:11:31.2                 | +1:46.6                   | N4                        | 3                         |
| 5. (26.)                    | Ramón Ferreyros           | Pablo Herrero             | Mitsubishi Lancer Evo VI     | 4:12:33.7                 | +2:49.1                   | N4                        | 2                         |
| 6. (28.)                    | Emanuele Dati             | Marisa Merlin             | Mitsubishi Lancer Evo V      | 4:13:24.2                 | +3:39.6                   | N4                        | 1                         |

1. ↑  Litera M przy oznaczeniu grupy do której należy samochód oznacza, iż tylko ci kierowcy zdobywali punkty dla swoich zespołów liczonych w klasyfikacji producentów na koniec sezonu.

## Zwycięzcy odcinków specjalnych
| Dzień      | Odcinek | G. rozp. | Nazwa         | Długość  | Zwycięzca         | Czas    | Lider rajdu    |
| ---------- | ------- | -------- | ------------- | -------- | ----------------- | ------- | -------------- |
| 1 (20 PAŹ) | SS1     | 07:50    | Apricale 1    | 16.73 km | Richard Burns     | 7:55.7  | Richard Burns  |
| 1 (20 PAŹ) | SS2     | 08:19    | Perinaldo 1   | 19.30 km | Gilles Panizzi    | 12:29.0 | Gilles Panizzi |
| 1 (20 PAŹ) | SS3     | 10:59    | Apricale 2    | 16.73 km | François Delecour | 11:36.9 | Gilles Panizzi |
| 1 (20 PAŹ) | SS4     | 11:28    | Perinaldo 2   | 19.30 km | Gilles Panizzi    | 12:13.8 | Gilles Panizzi |
| 1 (20 PAŹ) | SS5     | 14:31    | Ghimbegna 1   | 19.30 km | François Delecour | 12:10.0 | Gilles Panizzi |
| 1 (20 PAŹ) | SS6     | 15:01    | Baiardo 1     | 16.73 km | François Delecour | 11:38.0 | Gilles Panizzi |
| 1 (20 PAŹ) | SS7     | 17:21    | Ghimbegna 2   | 19.30 km | Gilles Panizzi    | 12:14.0 | Gilles Panizzi |
| 1 (20 PAŹ) | SS8     | 17:51    | Baiardo 2     | 16.73 km | Gilles Panizzi    | 11:44.0 | Gilles Panizzi |
| 2 (21 PAŹ) | SS9     | 07:11    | Pantasina 1   | 15.61 km | Gilles Panizzi    | 9:47.2  | Gilles Panizzi |
| 2 (21 PAŹ) | SS10    | 07:48    | Monte Ceppo 1 | 37.74 km | Tommi Mäkinen     | 26:02.4 | Gilles Panizzi |
| 2 (21 PAŹ) | SS11    | 10:54    | Pantasina 2   | 15.61 km | Markko Märtin     | 8:53.6  | Gilles Panizzi |
| 2 (21 PAŹ) | SS12    | 11:31    | Monte Ceppo 2 | 37.74 km | Simon Jean-Joseph | 25:59.8 | Gilles Panizzi |
| 2 (21 PAŹ) | SS13    | 15:20    | Langan 1      | 37.81 km | Tommi Mäkinen     | 26:14.0 | Gilles Panizzi |
| 2 (21 PAŹ) | SS14    | 16:23    | Carpasio      | 15.61 km | Marcus Grönholm   | 9:46.4  | Gilles Panizzi |
| 2 (21 PAŹ) | SS15    | 19:03    | Langan 2      | 37.81 km | odcinek anulowany | –       | Gilles Panizzi |
| 3 (22 PAŹ) | SS16    | 08:37    | Rezzo         | 25.08 km | Tommi Mäkinen     | 17:16.0 | Gilles Panizzi |
| 3 (22 PAŹ) | SS17    | 10:32    | Colle d'Oggia | 15.66 km | François Delecour | 10:44.4 | Gilles Panizzi |

## Klasyfikacja po 12 rundach
Tabele przedstawiają tylko pięć pierwszych miejsc.

### Kierowcy
| Lp. | Kierowca        | Pkt |
| --- | --------------- | --- |
| 1   | Marcus Grönholm | 49  |
| 2   | Richard Burns   | 44  |
| 3   | Colin McRae     | 43  |
| 4   | Carlos Sainz    | 43  |
| 5   | Tommi Mäkinen   | 32  |

### Producenci
| Lp. | Producent                    | Pkt |
| --- | ---------------------------- | --- |
| 1   | Peugeot Esso                 | 90  |
| 2   | Ford Martini                 | 88  |
| 3   | Subaru World Rally Team      | 70  |
| 4   | Marlboro Mitsubishi Ralliart | 39  |
| 5   | SEAT Sport                   | 8   |